# Oreoschimperella arabiae-felicis
Oreoschimperella arabiae-felicis är en flockblommig växtart som först beskrevs av C.C.Towns., och fick sitt nu gällande namn av C.C.Towns. Oreoschimperella arabiae-felicis ingår i släktet Oreoschimperella och familjen flockblommiga växter. Utöver nominatformen finns också underarten O. a. laevis.